# Johann Adolf von Fürstenberg
Johann Adolf von Fürstenberg (* 16. März 1631 in Köln; † 14. April 1704 in Herdringen) war ein katholischer Geistlicher (zuletzt Dompropst in Paderborn und Domherr in Münster), außerdem Drost im Herzogtum Westfalen, Diplomat sowie Bauherr von Schloss Adolfsburg.

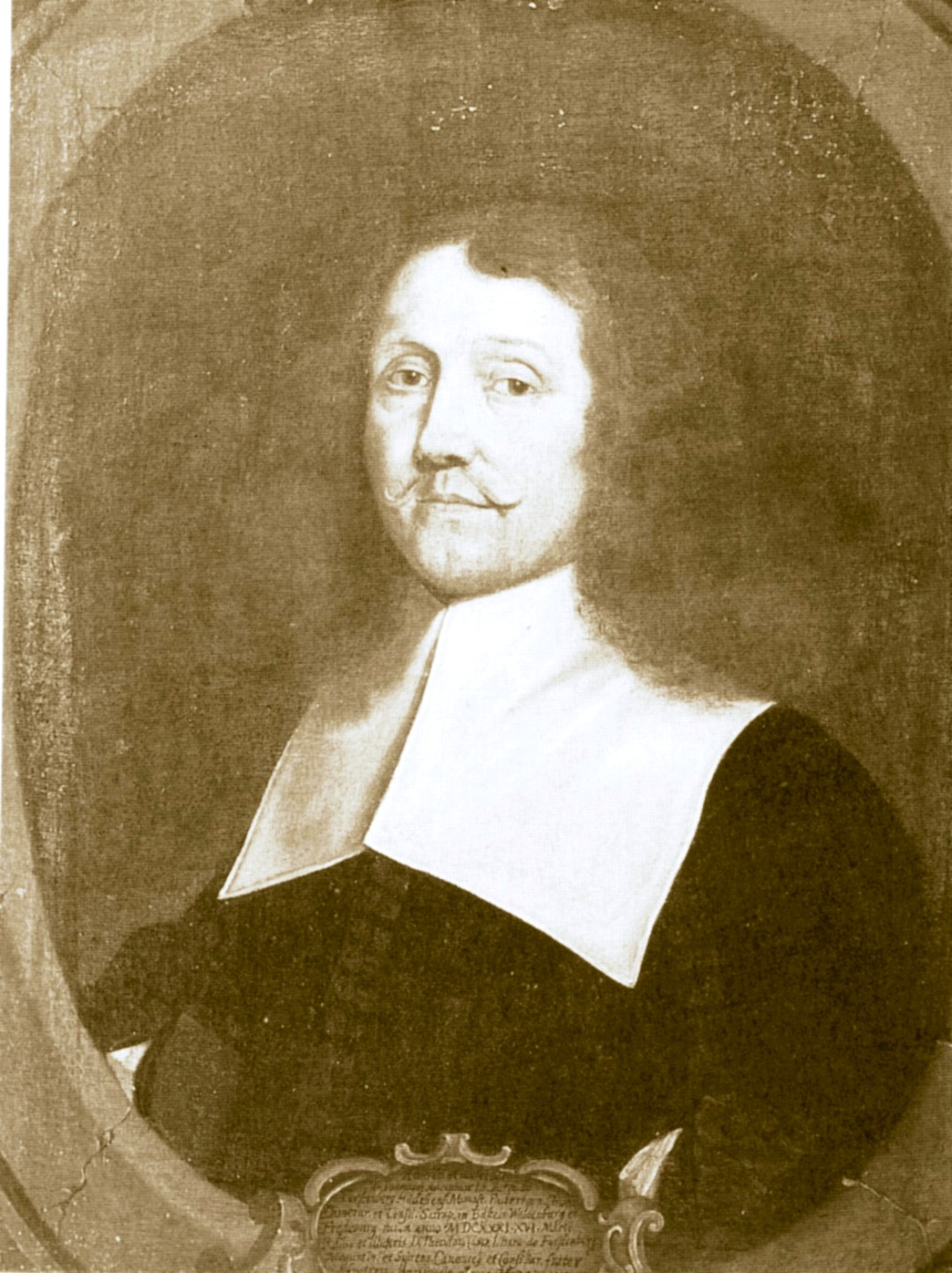
Johann Adolf von Fürstenberg (Ölgemälde aus dem Jahr 1666)

## Herkunft und Ausbildung
Johann Adolf von Fürstenberg war der jüngste Sohn des Landdrosten Friedrich von Fürstenberg aus der westfälischen Familie von Fürstenberg und dessen Frau Anna, geb. von Kerpen. Die Anfänge seiner schulischen Bildung erhielt er in der Jesuitenschule in Siegen. Im Jahr 1644 wechselte er zur weiteren Ausbildung nach Paderborn und erhielt dort 1645 die ersten Weihen. Zusammen mit seinem Bruder Ferdinand von Fürstenberg (dem späteren Fürstbischof von Paderborn) ging er 1652 nach Rom und studierte dort am Collegium Romanum. Als die finanziellen Mittel aufgebraucht waren, musste Johann Adolf allerdings nach einem Jahr nach Westfalen zurückkehren.

## Geistliche und Weltliche Ämter
Im Jahr 1658 erhielt er eine Kanonikerstelle am Dom zu Münster zusätzlich 1661 eine Stelle am Hildesheimer Dom. Am 14. August 1662 erhielt er vom Kölner Kurfürsten Maximilian Heinrich von Bayern die Position eines Drosten für die Ämter Bilstein, Waldenburg und Fredeburg. Dabei waren Bilstein und Fredeburg noch erbliche Pfandschaften der Familie von Fürstenberg bis 1680 die Kölner Kurfürsten einen Kredit abgezahlt hatten. Im Jahr 1664 kam eine weitere Pfründe am Dom in Paderborn hinzu. Im Jahr 1668 erhielt er die Propstei zum Heiligen Kreuz in Hildesheim. Außerdem wurde er 1674 zum geheimen Paderborner Rat ernannt.

## Diplomatische Missionen
Von Bedeutung war Johann Adolf als Diplomat im Dienste verschiedener Herren. So war er 1665 Gesandter des Fürstbischofs von Münster Christoph Bernhard von Galen und spielte eine Rolle bei der Vorbereitung des ersten Krieges gegen die niederländischen Generalstaaten. Ein Jahr später gehörte er zur Delegation aus Münster, die in Kleve mit der niederländischen Gesandtschaft einen Friedensvertrag aushandelten und besiegelten. Einige Jahre später vertrat er die Interessen der Landstände des Herzogtums Westfalen in Wien. Die Ursache war, das während des Reichskrieges gegen Frankreich 1673 bis 1675 die Einwohner des Herzogtums unter der Einquartierung, Durchmärsche und Kontributionen kaiserlicher und verbündeter Truppen stark belastet wurden. Um eine Besserung zu erzielen, reiste von Fürstenberg zusammen mit dem Mendener Richter Johann Heinrich Schmitmann nach Wien. Sie erreichten von Kaiser Leopold I. die Zusage, dass das Sauerland zukünftig nicht mehr zum Durchmarschgebiet werden sollte. Allerdings lehnten die Militärbefehlshaber diese Zusage ab. Erst nach der Bestechung mit einigen tausend Talern sowie einer Lieferung westfälischer Schinken, unterstützte auch die Generalität die Zusage. Gleichwohl sah sich von Fürstenberg aus ähnlichen Gründen auch 1676 und 1677 veranlasst, nach Wien zu reisen. In den folgenden Jahren unternahm Johann Adolf noch einige Gesandtschaften nach Trier und Mainz. In den folgenden Jahren spielte er politisch kaum noch eine Rolle. Auch hatte er 1683 eine Ernennung zum Landdrosten abgelehnt.

## Bauherr und Stifter

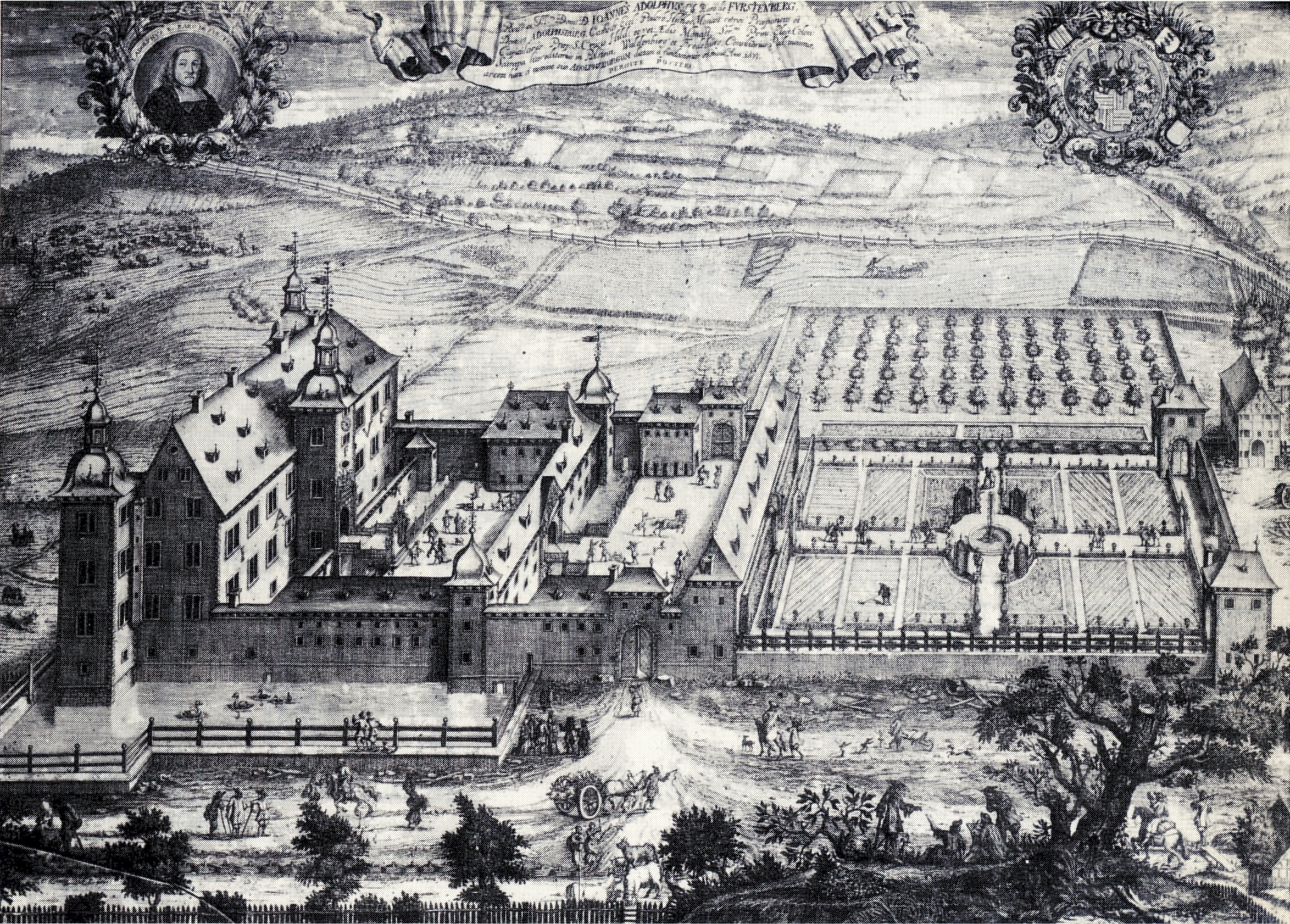
Schloss Adolfsburg (Neuabzug von einer Kupferdruckplatte aus dem Jahr 1677)

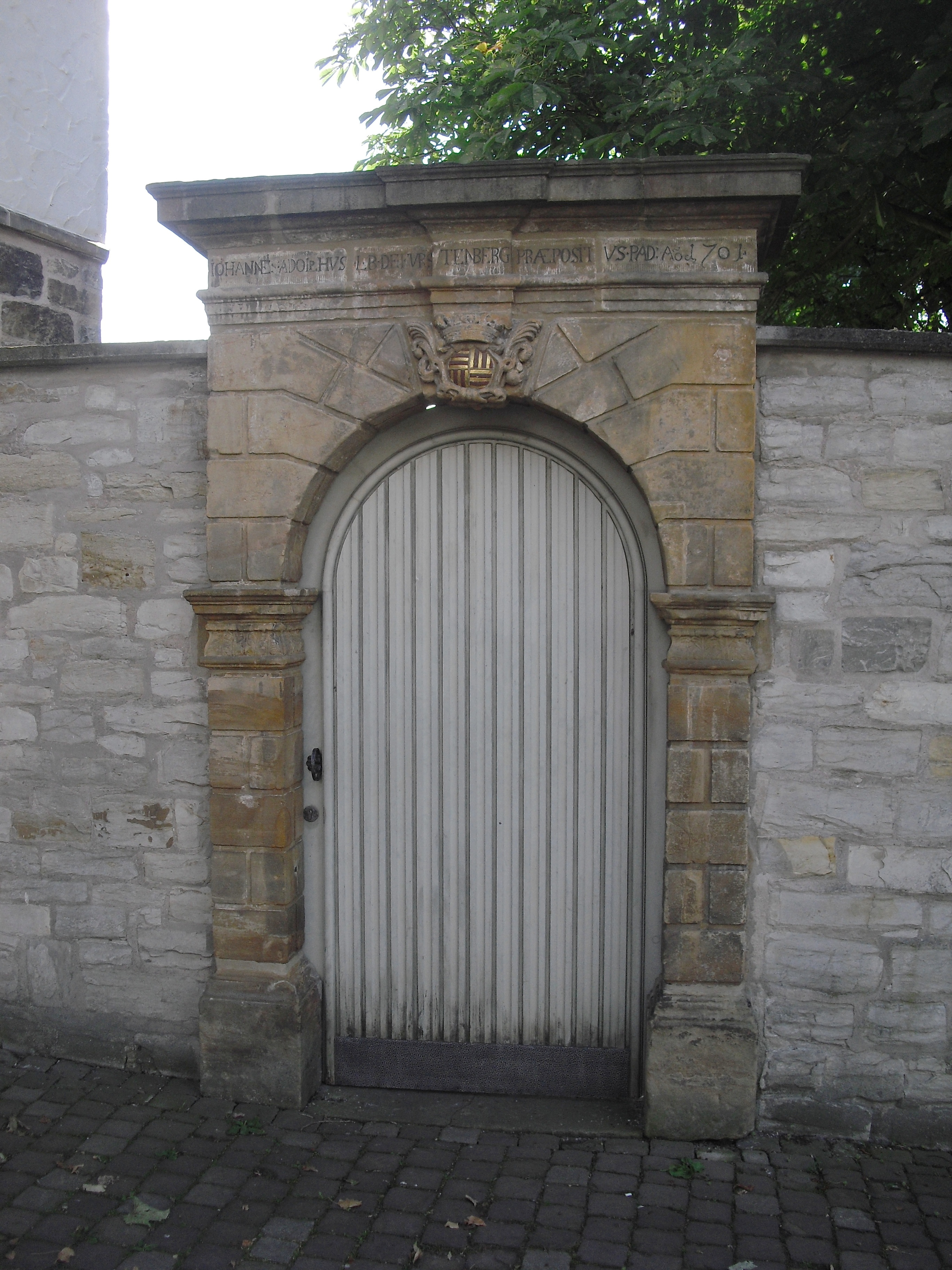
Portal zur Dompropsteikurie in Paderborn

Obwohl Johann Adolf von Fürstenberg nur ein nachgeborener Sohn war, hatte er doch die Aufgabe den Familienbesitz zu verwalten. Im Jahr 1676 ließ er das Schloss Adolfsburg bei Oberhundem errichten und erreichte, dass dieser Besitz von Kaiser Leopold zu einem adeligen Herrensitz erhoben wurde. Von den Landständen wurde daher auch die Schatzungsfreiheit anerkannt. Allerdings scheiterte Johann Adolf mit dem geplanten Kauf der Herrschaft Büren-Ringelstein an der zögerlichen Haltung des Familienrates. Nachdem sein Neffe Ferdinand von Fürstenberg volljährig geworden war, gab Johann Adolf auch die Verwaltung des Familienbesitzes ab. In der Folgezeit lebte er abwechselnd auf der Adolfburg und um seiner Residenzpflicht als Domherr nachzukommen in Münster, Paderborn und Hildesheim.
Bereits während seiner Zeit als Diplomat leistete Johann Adolf zahlreiche geistliche Stiftungen. So ließ er 1670 die Franziskanerkirche in Attendorn wieder aufbauen. Im Jahr 1684 finanzierte er den Bau der Kapuzinerkirche in Rüthen. Zwei Jahre später ließ er eine Kapelle im Dom zu Paderborn erneuern. Dort und in Limburg stiftete er außerdem Altäre. Für die Kirche in Oberhundem stiftet er eine Monstranz. Im Jahr 1681 wurde Johann Adolf zum Dompropst in Paderborn gewählt und ließ 1701 eine neue Dompropsteikurie errichten.
Johann Adolf starb 1704 in Herdringen und wurde in der Attendorner Franziskanerkirche bestattet.